# Richard E. Miller

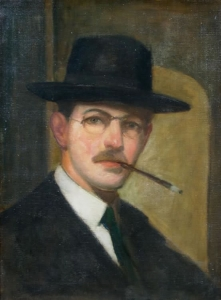
Richard Edward Miller, Selbstporträt, um 1900

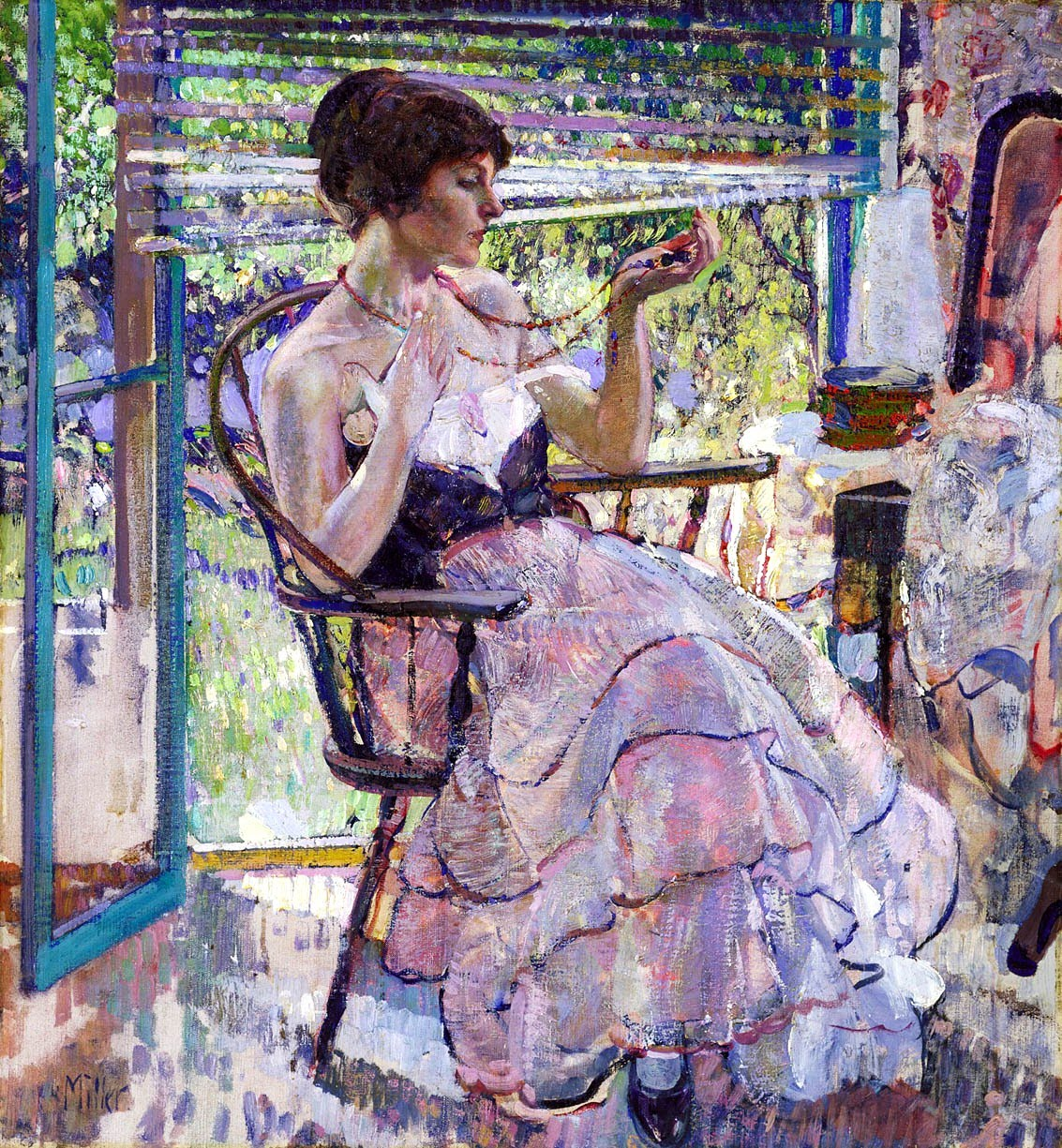
Richard Edward Miller, The Necklace (Die Halskette), 1924

Richard Edward Miller (* 22. März 1875 in St. Louis, Missouri; † 23. Januar 1943 in St. Augustine, Florida) war ein amerikanischer Maler des Impressionismus und des sogenannten „Decorative Impressionism“. Er war Mitglied der Künstlerkolonie von Giverny.

## Leben
Richard E. Miller begann seine künstlerische Ausbildung an der St. Louis School of Fine Arts, wo er von 1893 bis 1897 studierte. Anschließend arbeitete er als Illustrator für den St. Louis Post Dispatch. 1898 erhielt er ein Stipendium für die Académie Julian in Paris, wo er bei Jean-Joseph Benjamin-Constant und Jean-Paul Laurens studierte. 1901 wurde er Lehrer an der Académie Colarossi. Während seines Aufenthalts in Frankreich gehörte er der amerikanischen Künstlerkolonie in Giverny an und pflegte Kontakte zu Künstlern wie Louis Ritman, Guy Rose, Frederick Frieseke und Lawton Parker. Im Jahr 1908 wurde er zum Ritter der französischen Ehrenlegion ernannt. Bei Ausbruch des Ersten Weltkriegs kehrt er in die USA zurück und unterrichtet von 1915 bis 1917 an der Stickney Memorial Art School in Pasadena, Kalifornien. Ab 1917 lebte er in Provincetown, Massachusetts, wo er bis zu seinem Tod 1943 arbeitete.

## Werk
Richard E. Miller ist bekannt für seine impressionistischen Gemälde, die häufig Frauen in lichtdurchfluteten Innenräumen oder Gärten darstellen. Seine Werke zeichnen sich durch dekorative Elemente, leuchtende Farben und eine kräftige Struktur aus. Während seiner Zeit in Giverny malte er bevorzugt Szenen mit Frauen in Kimonos oder Morgenmänteln. In späteren Jahren wurden seine Gemälde dunkler und ernster in der Thematik. Neben seiner Malerei war Miller auch als Lehrer tätig und beeinflusste zahlreiche Schüler, darunter John „Jack“ Frost (1890–1937) und Harriette Adams, die später seine Ehefrau wurde.